# Jump Around
«Jump Around» es una canción del grupo estadounidense de hip hop House of Pain, producida por DJ Muggs, miembro de Cypress Hill, quien también ha hecho una versión de dicha canción. Se convirtió en un éxito en 1992, alcanzando el número 3 en los Estados Unidos. Un relanzamiento de la canción en 1993 en el Reino Unido, donde el lanzamiento inicial había sido un éxito menor, alcanzó el puesto número 8. «Jump Around» apareció en la posición 580 de la lista «1001 Best Songs Ever» de la revista Q Magazine, en el puesto 24 y 66 de las listas de VH1 «100 Greatest Songs of the 90s» y «100 Gratest Songs of Hip Hop» respectivamente, en la posición número 325 de la lista «500 Greatest Songs Since You Were Born» de la revista Blender, y en el puesto 47 de la lista «100 Best Songs Of The 1990's» de la revista NME. La canción es popular entre los disc-jockeys de dancehall y es ampliamente considerada en el Reino Unido como un clásico de club.

## Desarrollo
DJ Muggs ha declarado que originalmente produjo el ritmo de la canción para Cypress Hill, pero el rapero B-Real no quería grabar en ese momento. Posteriormente se le ofreció a Ice Cube, quien la rechazó, antes de ser finalmente tomada y utilizada por House of Pain.

### Samples
La canción presenta una intro de fanfarria de trompeta distintiva, proveniente de la canción de Bob & Earl «Harlem Shuffle». La canción también presenta samples de «Popeye the Hitchhiker» de Chubby Checker, pero es conocida por un chillido agudo que aparece al comienzo de casi todos los compases, 66 veces en el transcurso de la grabación.
El origen del chillido ha sido objeto de debate. El bloguero estadounidense Anil Dash y el músico Questlove de la banda de hip-hop The Roots han insistido en «Gett Off» de Prince como fuente. Un lector de Newsweek realizó un análisis de espectrograma, que reveló que la muestra se parece más a «Shoot Your Shot» de Junior Walker y All Stars, y el propio miembro de House of Pain, Everlast, le dijo a Questlove que es un cuerno el que chilla y no Prince; Más tarde afirmó que la muestra era de «Ain't Sayin 'Nothin» de Divine Styler, que samplea «Shoot Your Shot». Sin embargo, Anil Dash afirma que la banda ha negado que la muestra sea Prince para evitar pagar regalías al cantante. También se puede escuchar un chillido idéntico a lo largo de la canción «Gotta be a Leader», lanzada dos años antes por la banda Guy. Por su parte, DJ Muggs dice que la muestra no provino ni de Prince ni de Junior Walker.

## Recepción de la crítica
Bill Lamb de About.com dijo que «después de escuchar una vez esta fascinante mezcla de rap y rock, es probable que nunca olvides el chirrido de saxofón muestreado de Jr. Walker and the All Stars que abre cada compás». También escribió que «durante un breve período de tiempo en la década de 1990, parecía que la unión del rock vanguardista y el hip-hop podría convertirse en realidad. 'Jump Around' es una prueba de que la unión puede ser increíblemente contagiosa o molesta, dependiendo de la tolerancia de uno por la sirena incesante que acompaña a los golpes fuertes». El editor de AllMusic, Rob Theakston, describió la canción como un «clásico dinamita». También agregó que el «himno» que puso a los chicos irlandeses a rodar en primer lugar «todavía suena tan atemporal y enérgico durante casi una década». J. D. Considine para Schenectady, The Daily Gazette de Nueva York la calificó como «elástica» en su reseña, y Scott Sterling de The Michigan Daily la calificó como «la pista más interesante» del álbum House of Pain. Bill Wyman de Entertainment Weekly dijo: «Es un número de baile cargado basado en una muestra de un fragmento de gaita». Otra editora, Leah Greenblatt, escribió que «los primeros y únicos miembros del Salón de la Fama de Thug Life irlandés-estadounidense del hip-hop se ganaron su lugar en ese panteón (imaginario) con esta explosión asesina de bravuconería de rap rápido». Brian A. Samson de Gavin Report comentó que «este sencillo uptempo brinda a los oyentes lo que HOP llama 'letras finas de malta'. Entrelazados con zumbidos chirriantes que suenan como un clarinete tocado por un novato, los latidos deberían proporcionar algo de acción para asentir con la cabeza».
Al otro lado del Atlántico, Evening Herald, con sede en Dublín, lo calificó como un «sencillo convincente». The Irish Independent dijo que con el grupo «hizo un disco bastante maravilloso». Music Week afirmó que se trata de un «excelente debut» y agregó: «Construido sobre un ritmo caribeño resoplando, 'Jump Around' presenta un fuerte rap tipo Heavy D y su popularidad está asegurada por un coro cantado con el palabra de moda 'jump'. Con una manga adornada con hojas de trébol y una bandera irlandesa, parece que Tommy Boy pudo haber vencido a Talkin' Loud en la carrera por darnos rap irlandés». El editor Andy Beevers lo llamó «una pista animada y contagiosa», y agregó que, en cuanto a las letras, «su invitación a saltar es tan agresiva como la de Kris Kross era linda». NME describió la canción como «irresistible, el último relleno de piso fácil y el destructor de piso». Rupert Howe de la revista Select lo describió como un «Kris Kross con testosterona aplastante» y agregó que es «una zorra de estilo libre increíblemente simple que asaltó la cartelera estadounidense a lo grande».

## Desempeño en listas musicales
En los Estados Unidos, «Jump Around» alcanzó el puesto número 3 en Billboard Hot 100, mientras alcanzaba el número 5 en Hot Rap Songs y el número 17 en Dance Club Songs. En Canadá, el sencillo alcanzó el número 7 en la lista Dance/Urban Chart de la revista RPM y el número 45 en Singles Chart. En Europa, logró subir al top 10 en Irlanda, Países Bajos y Reino Unido. En este último, la canción alcanzó el puesto número 8 en su segundo lanzamiento en la lista de sencillos del Reino Unido, el 23 de mayo de 1993. Además, fue un éxito Top 30 en Bélgica y Suecia, así como en Eurochart Hot 100, donde alcanzó el número 30 en junio de 1993. En Oceanía, el sencillo alcanzó el puesto 15 en Australia y el 31 en Nueva Zelanda. Obtuvo un disco de oro en Australia y Reino Unido, con una venta de 35.000 y 400.000 sencillos. En los EE. UU., obtuvo un disco de platino, cuando se vendieron 1 millón de unidades allí.

## Video musical
El video musical de «Jump Around» fue filmado durante el desfile del Día de San Patricio en la ciudad de Nueva York. Se grabaron escenas en la ruta del desfile, así como en Central Park y Old Town Bar and Restaurant. El fanático de los New York Yankees y habitual del Yankee Stadium, Freddy Schuman, se lo puede ver entre la multitud del desfile, haciendo sonar su característico trébol cerca del final del video. El video finaliza con una dedicatoria a la memoria de Matt Champy, un amigo cercano de la banda que falleció en 1992.

## Lista de canciones
| N.º | Título                              | Duración |  |
| 1.  | «Jump Around» (Master mix)          | 3:37     |  |
| 2.  | «Jump Around» (DJ Bizznizz remix)   | 4:06     |  |
| 3.  | «Jump Around» (Pete Rock remix)     | 3:56     |  |
| 4.  | «House of Pain Anthem» (Master mix) | 2:35     |  |

## Posicionamiento en listas
| Lista (1992-1993)                      | Mejor posición |
| -------------------------------------- | -------------- |
| Australia (ARIA)                       | 15             |
| Bélgica (Flandes) (Ultratop 50)        | 28             |
| Unión Europea (Eurochart Hot 100)      | 30             |
| Europe Dance (Music & Media)           | 9              |
| Irlanda (IRMA)                         | 9              |
| Irlanda (IRMA)                         | 6              |
| Países Bajos (Dutch Top 40)            | 12             |
| Países Bajos (Mega Single Top 100)     | 10             |
| Nueva Zelanda (Recorded Music NZ)      | 31             |
| Suecia (Sverigetopplistan)             | 26             |
| Reino Unido (UK Singles Chart)         | 32             |
| Reino Unido (UK Singles Chart)         | 8              |
| UK Dance (Music Week)                  | 1              |
| Estados Unidos (Billboard Hot 100)     | 3              |
| Estados Unidos (Hot Dance Club Songs)  | 17             |
| Estados Unidos (Hot R&B/Hip-Hop Songs) | 14             |
| Estados Unidos (Hot Rap Songs)         | 5              |
| Estados Unidos (Rhythmic)              | 13             |

| Lista (2004)         | Mejor posición |
| -------------------- | -------------- |
| Ireland Dance (IRMA) | 7              |

| Lista (2012)   | Mejor posición |
| -------------- | -------------- |
| Francia (SNEP) | 180            |

| Lista (1992)                      | Posición |
| --------------------------------- | -------- |
| Países Bajos (Single Top 100)     | 96       |
| Billboard Hot 100                 | 24       |
| Hot R&B/Hip-Hop Songs (Billboard) | 98       |

| Lista (1993)     | Posición |
| ---------------- | -------- |
| Australia (ARIA) | 97       |
| UK Singles (OCC) | 95       |

## Certificaciones
| País           | Certificación | Ventas  |
| -------------- | ------------- | ------- |
| Australia      | Oro           | 35 000  |
| Dinamarca      | Oro           | 45 000  |
| Alemania       | Oro           | 250 000 |
| Reino Unido    | Platino       | 600 000 |
| Estados Unidos | Platino       | 1 000   |

## Historial de lanzamientos
| País                        | Fecha                    | Formato(s)                        | Discográfica | Ref.   |
| --------------------------- | ------------------------ | --------------------------------- | ------------ | ------ |
| Estados Unidos              | 5 de mayo de 1992        | Vinilo 7", vinilo 12", CD, casete | Tommy Boy    | [ 1 ]  |
| Reino Unido                 | 28 de septiembre de 1992 | Vinilo 7", vinilo 12", CD, casete | XL           | [ 55 ] |
| Reino Unido (relanzamiento) | 10 de mayo de 1993       | Vinilo 12", CD, casete            | XL           | [ 56 ] |

## Otras versiones
En 2013, Everlast lanzó una versión de la canción titulada «Jump Around?». Fue lanzado en el EP The Life Acoustic'.
El 16 de septiembre de 2016, el youtuber y rapero británico KSI lanzó su propia versión de «Jump Around», junto al rapero estadounidense Waka Flocka Flame.
En 2019, la banda estadounidense de nu metal Coming for Blood lanzó una versión de «Jump Around», con el exintegrante de House of Pain y actual miembro de Limp Bizkit DJ Lethal en los tocadiscos.

## Uso en deportes

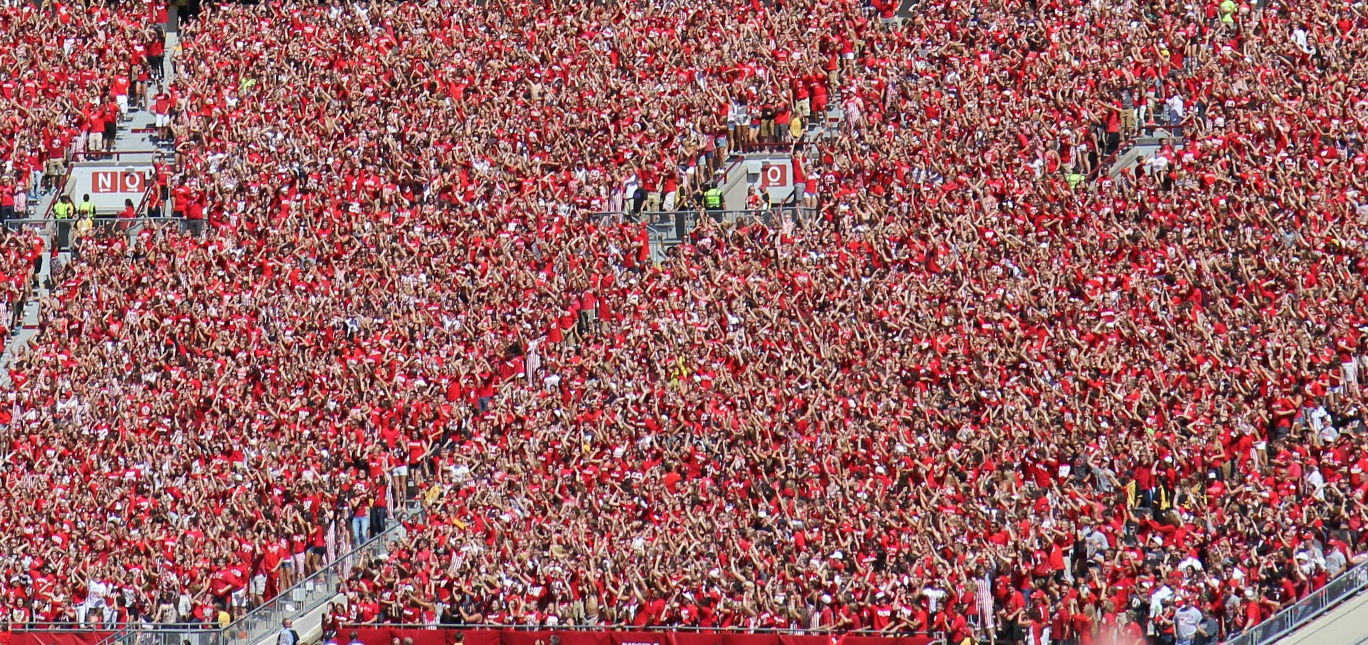
Estudiantes de la Universidad de Wisconsin en las secciones O & P en el Camp Randall Stadium saltando y bailando en 2014 al ritmo de «Jump Around».

En los partidos de fútbol americano en la Universidad de Wisconsin-Madison, los estudiantes saltan al ritmo de la canción entre el tercer y el cuarto cuarto. La tradición surgió de los miembros del equipo de natación del equipo universitario masculino, en 1992, reproduciéndolo en un reproductor de CD portátil y transmitiendo a través de un megáfono de contrabando a las secciones O y P durante los juegos para animar a esas secciones. En marzo de 1997, en una fiesta de la Fraternidad en Delta Tau Delta a la medianoche, la canción se tocó con el equipo de fútbol y miembros de los futuros empleados del estadio y se convirtió en el himno de medianoche para todas las fiestas hasta el final de ese año. El inicio «no oficial» fue el sábado 10 de octubre de 1998, en el partido Badgers Homecoming contra Purdue Boilermakers. Después de que no se anotaran puntos ofensivos en el tercer cuarto, y en camino a su segundo inicio de 6-0 en la era del fútbol americano moderno, uno de los agentes de marketing de los Badgers, que estaba a cargo del sonido, reprodujo la canción a través de los altavoces. Agitó a los fanáticos y jugadores, convirtiéndose así en una tradición.
Sin embargo, el 6 de septiembre de 2003 (primer partido de la temporada de los Badgers), con la construcción de palcos alrededor del Camp Randall Stadium, los funcionarios de la UW decidieron cancelar «Jump Around» debido a preocupaciones sobre la integridad estructural. La seguridad del estadio y el departamento de policía local habían sido informados de esta decisión, pero no se había notificado a los aficionados. Cuando surgió la noticia el lunes 8 de septiembre de que este evento no fue un mal funcionamiento técnico o humano, sino una decisión de los funcionarios del campus, los estudiantes lanzaron una protesta. Las peticiones circularon y los estudiantes rechazaron a la administración. Los ingenieros estructurales confirmaron que el estadio no sufriría daños estructurales causados por las vibraciones creadas por los saltos. Dos días después, el canciller John D. Wiley anunció que se reanudaría la tradición «Jump Around». El título de la canción se muestra en la ropa y prendas de vestir no oficiales de los Wisconsin Badgers, junto con las tarjetas de crédito/débito de la unión de crédito de empleados/estudiantes/exalumnos de la universidad.
Los luchadores profesionales J. C. Ice y Wolfie D, conocidos colectivamente como PG-13, utilizaron una versión censurada de la canción como entrada a los cuadriláteros.
Los Detroit Tigers usan esta canción cuando conectan un home run. Brian Wilson también la usó como su canción de entrada en 2010 mientras era lanzador de relevo de los San Francisco Giants.
Cada vez que Rally Monkey, la mascota no oficial de Los Angeles Angels, aparece en el tablero de video del Angel Stadium, se la ve sosteniendo un cartel que dice «RALLY TIME!» mientras suena la canción.
Los Vegas Golden Knights utilizan la canción cuando los equipos regresan al hielo para el tercer período.